# 覲廷書室
22°26′39.47″N 114°00′26.62″E / 22.4442972°N 114.0073944°E

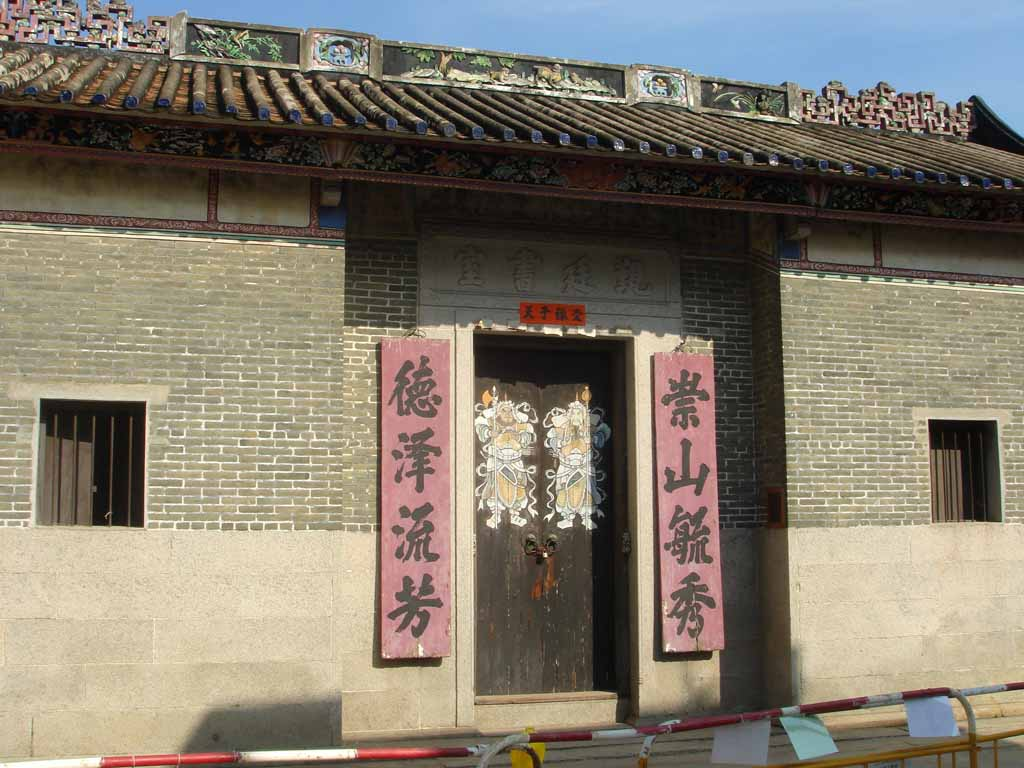
覲廷書室

覲廷書室是一所位於香港屏山坑尾村的私塾，於1870年落成，是屏山鄧族廿二世祖香泉公為紀念先父覲廷公而興建，設立書室以培養族中子弟考取科舉，進身仕途，提升家族的社會地位。因此，覲廷書室兼具教育及祭祖的意義。
覲廷書室是兩進式建築，第一進是門廳，後進為正廳，供奉歷代祖先靈位，中間為庭院，兩旁有耳室。室內的祖龕、斗拱、屏板、壁畫、屋脊裝飾、檐板和灰塑等別具特色，為當時工匠精湛之傑作。 覲廷書室的修繕工程於1991年完竣，書室回復昔日光采。修葺費用由香港賽馬會捐助。

## 歷史故事：
鄧族在興建覲廷書室的時代十分富裕，在屏山一帶建了很多書室。科舉制度雖在1905年廢除，但覲廷書室仍舊時作育族中子弟的地方。因為愈來愈多人讀書，所以在覲廷書室旁邊加建清暑軒。直至第二次世界大戰後初期，覲廷書室仍是坑尾及鄰近村落青年讀書的場所。
1898年，英國強迫清廷簽定《展拓香港界址專條》，後於1899年4月接管新界，英國駐兵於覲廷書室、清暑軒等作為鎮壓中心，同時亦以該處作警署及理民府。
覲廷書室的修葺工程於1991年完成。
覲廷書室大門聯：
崇山毓秀，德澤流芳。
覲廷書室南窗聯：
無心日出岫，有意月窺窗。
覲廷書室生金土地聯： 
門興官賜福，土旺地生金。
覲廷書室側門聯：
竹報平安日，花開富貴春。

## 著名/傑出校友
- 黃建五：鐘聲學校前校監及校長[1]

## 外部連結
- 古蹟古物辦事處 — 覲廷書室